# Pardosa pumilio
Pardosa pumilio är en spindelart som beskrevs av Roewer 1959. Pardosa pumilio ingår i släktet Pardosa och familjen vargspindlar.
Artens utbredningsområde är Etiopien. Inga underarter finns listade i Catalogue of Life.